# Парк Блосак
Парк Блосак (фр. Parc de Blossac) — достопримечательность в городе Пуатье. Парк был заложен в XVIII веке графом Блосаком.

## История
Раньше в том месте, где сейчас расположен парк Блосак, были городские укрепления, построенные в XII и XVI веках. В период с 1751 по 1784 год граф Блосак, интендант Пуату, на этой территории разбил парк. На юго-западной стороне парка открывается вид на долину реки Клен. Территорию парка отличает хаотичная планировка, здесь есть рощи, скульптуры, колодцы. Отсюда же можно увидеть укрепления, которые загораживают небольшой по своему размеру перешеек Транше, который расположен между долинами Буавра и Клена.
Территория парка Блосак занимает 9 гектар. Он условно разделен на несколько частей: Французский сад, Английский сад, сад Тени и Света, Гранд Пре, Сад камней и зоопарк. Парк был специально создан для нужд международной ярмарки, которая проводилась на рубеже веков. Были созданы ландшафтный сад и гротом, павильон площадью 1 гектар, ландшафтный сад с гротом. Площадь каменного сада в парке составляет 5 000 метров квадратных.
Территория Французского сада очень геометрическая, потому что создавалась под влиянием великих садовников царствования Людовика XIV. Здесь размещены две скульптуры Антуана Этекса. В Английском саду много водных элементов — здесь есть искусственная река, пещеры и фонтаны. Расположены статуи в память о графе Блосаке и поэте Леоне Перро. Английский сад расположен на северо-западной территории парка. Он был создан в XIX веке. Английский сад открыт с апреля по сентябрь с 07 до 21:30, в октябре-марте с 07:00 до 20:00. Сад Тени и Света создан на контрасте. На одной его стороне размещена беседка, рядом с которой растут деревья и цветы, на другой стороне сад, в котором растут более яркие цветы. С территории Гранд Пре открывается вид на солнечный луг, на котором проходит фейерверк 14 июля. Здесь же организовываются и проводятся концерты летом. В зоопарке есть куры, попугаи, кролики, морские свинки и другие виды животных.
Парк Блосак с апреля по сентябрь открыт с 07:00 до 22:30, а с октября по март с 07:00 до 22:30. В октябре-марте его территория открыта с 07:00 до 21:30
Посещение этого парка с животными запрещено.
В декабре 2018 года во французских средствах массовой информации писали о том, что неизвестные проникли на территорию парка в ночное время, когда он закрыт для посетителей. Это произошло в преддверии Рождества.

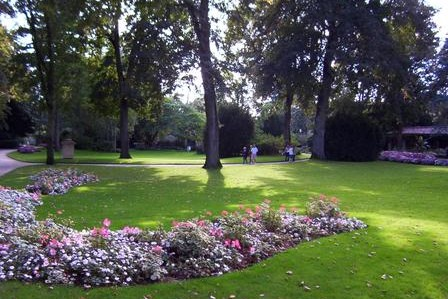
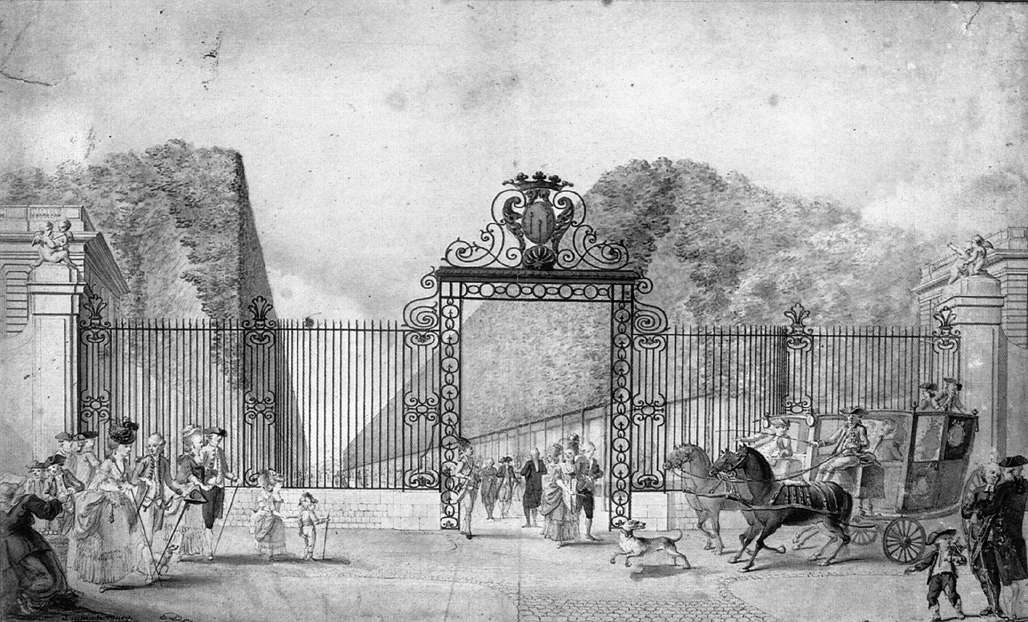
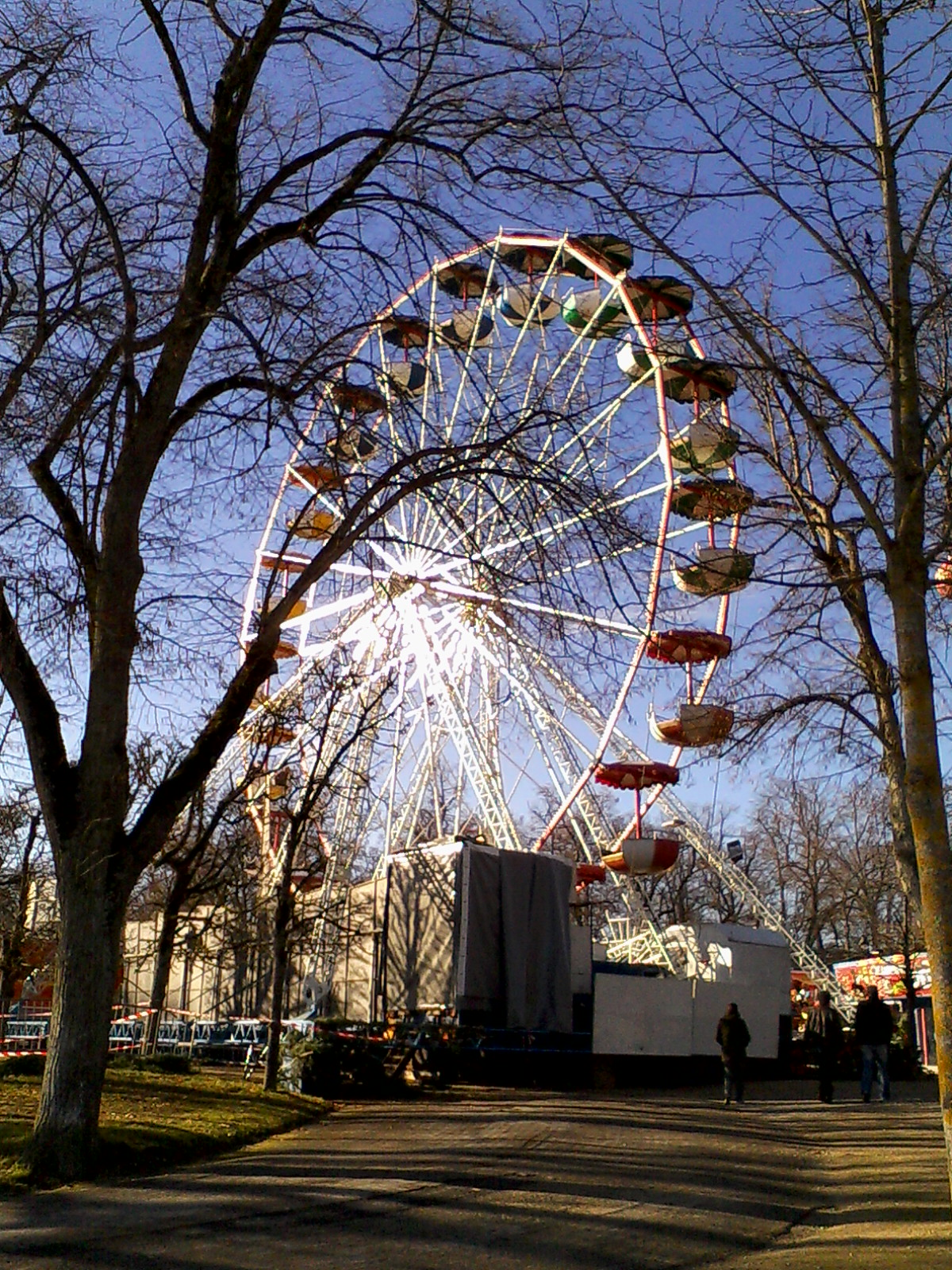
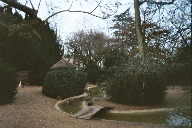
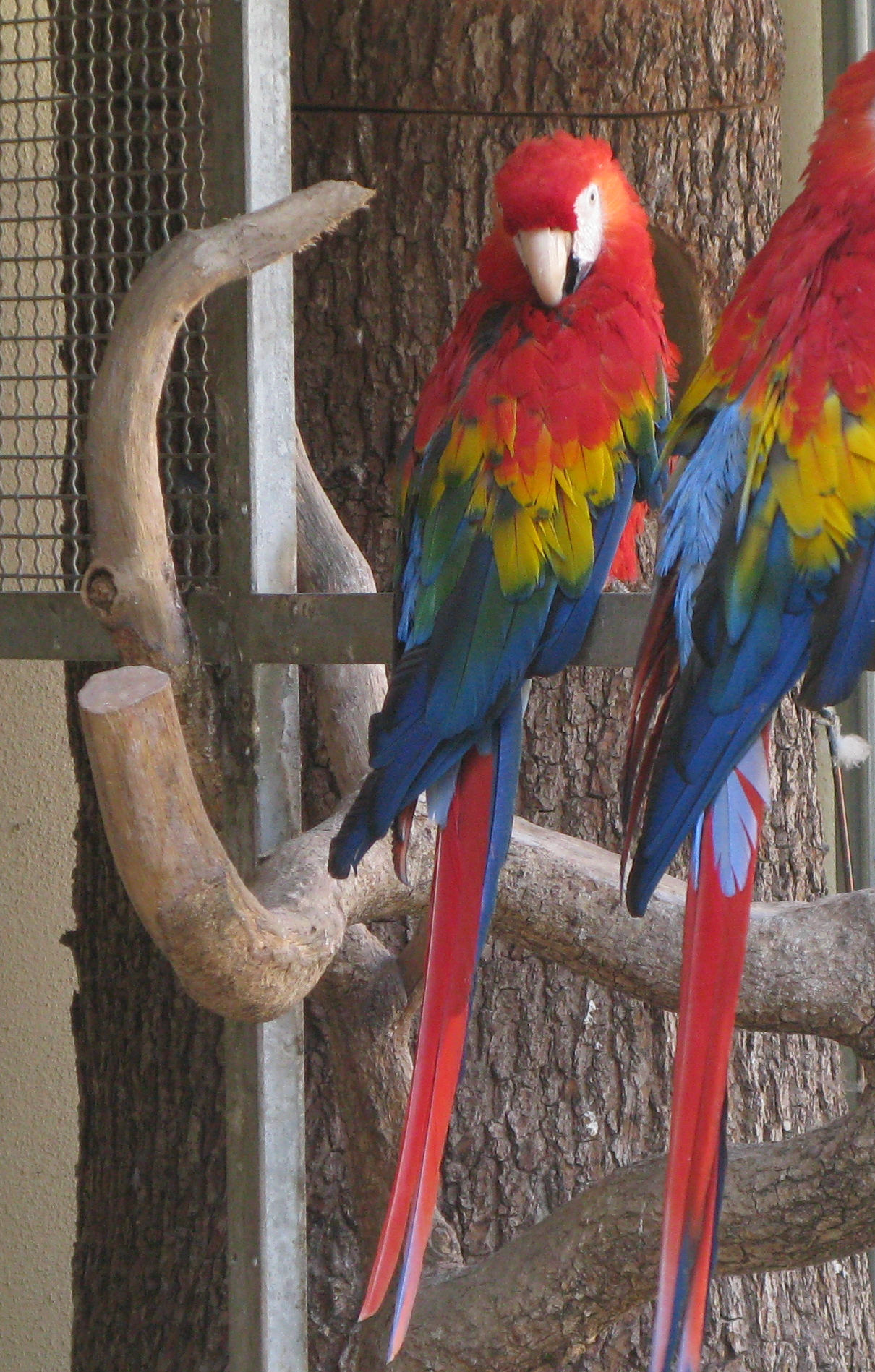
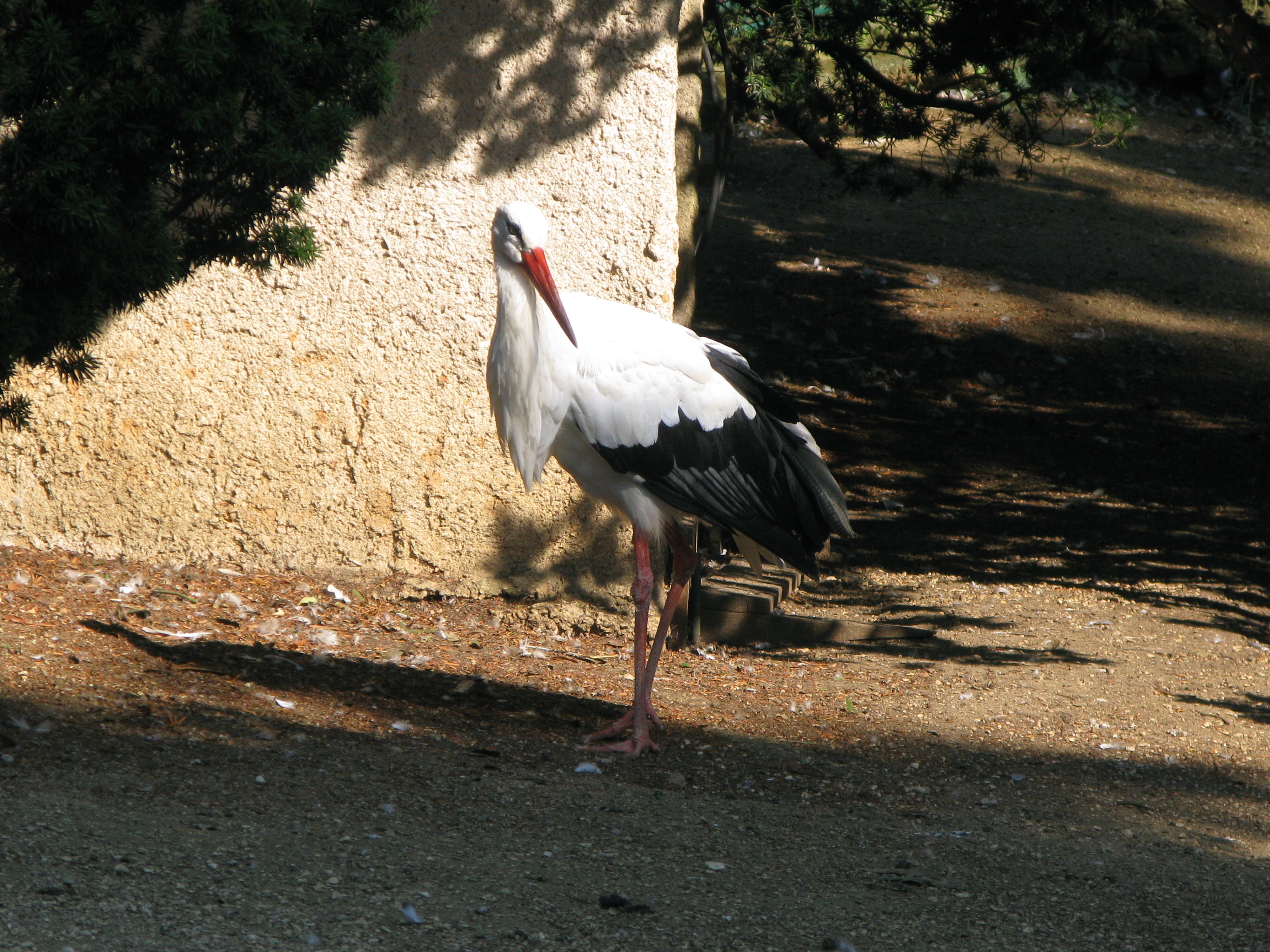
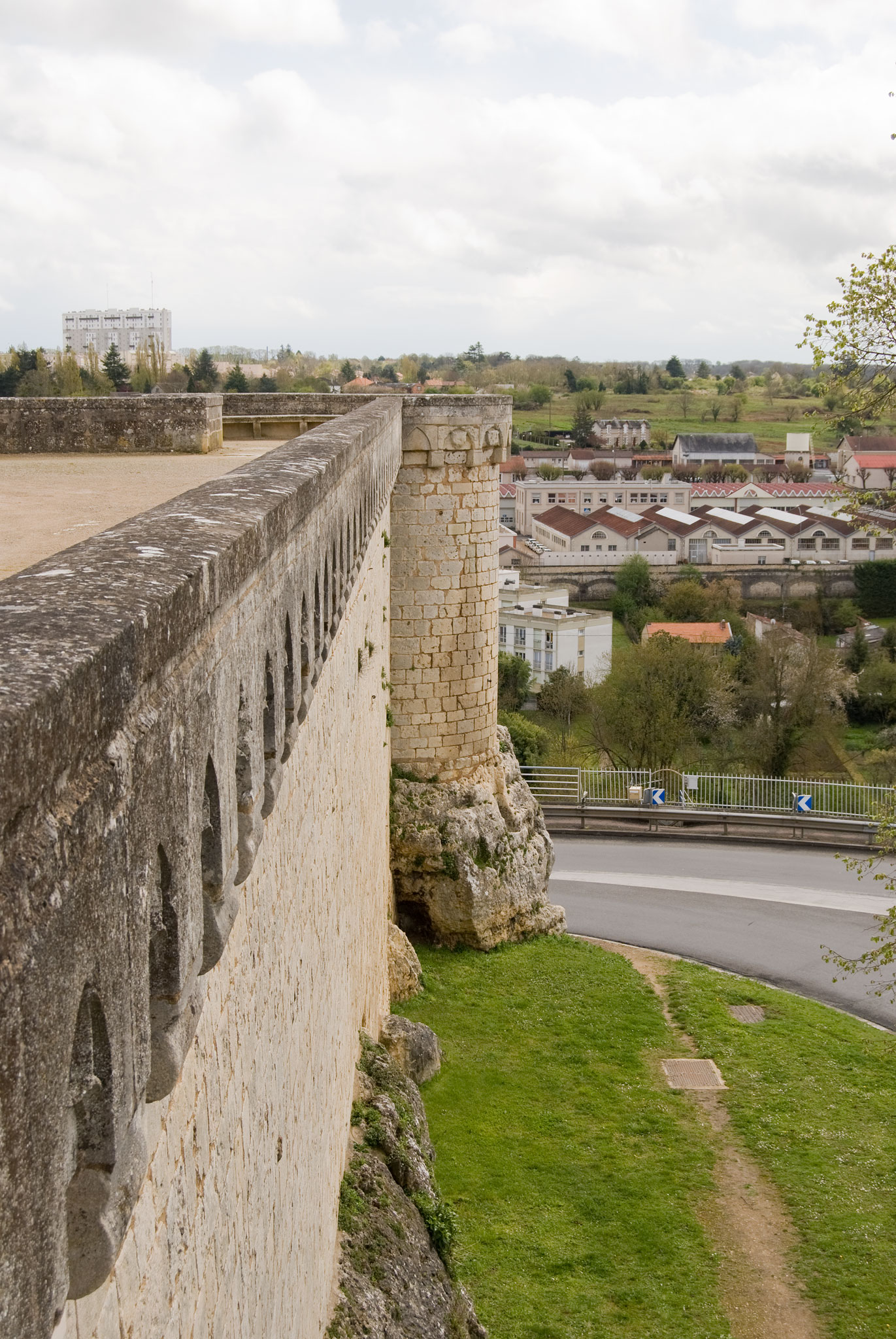
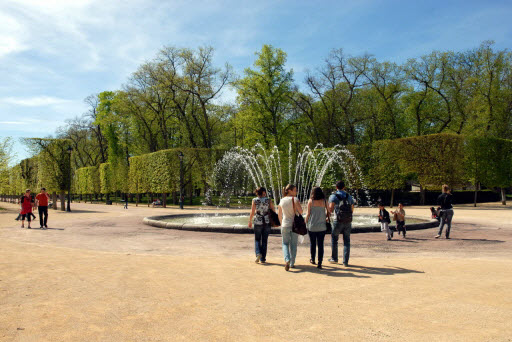
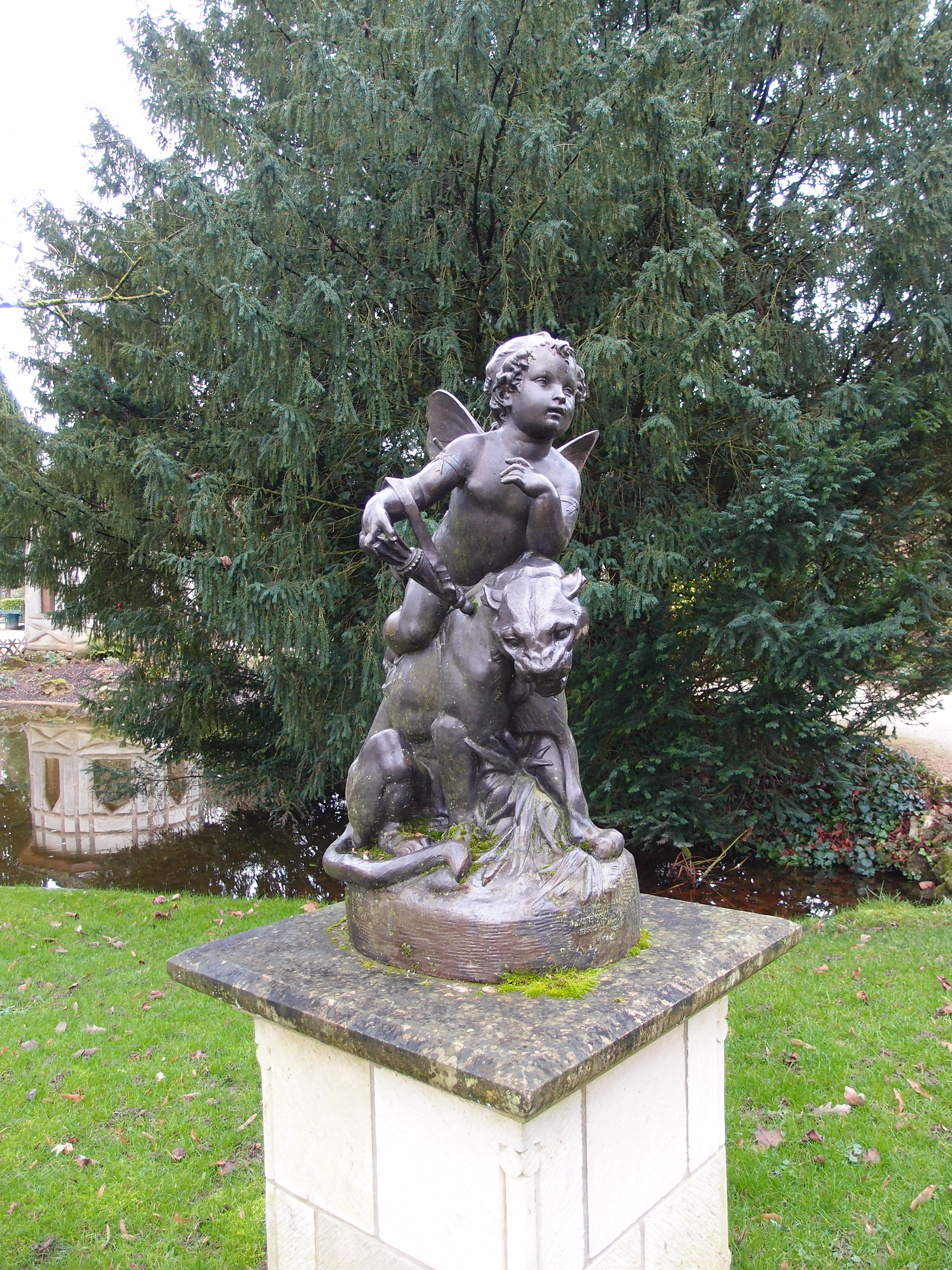
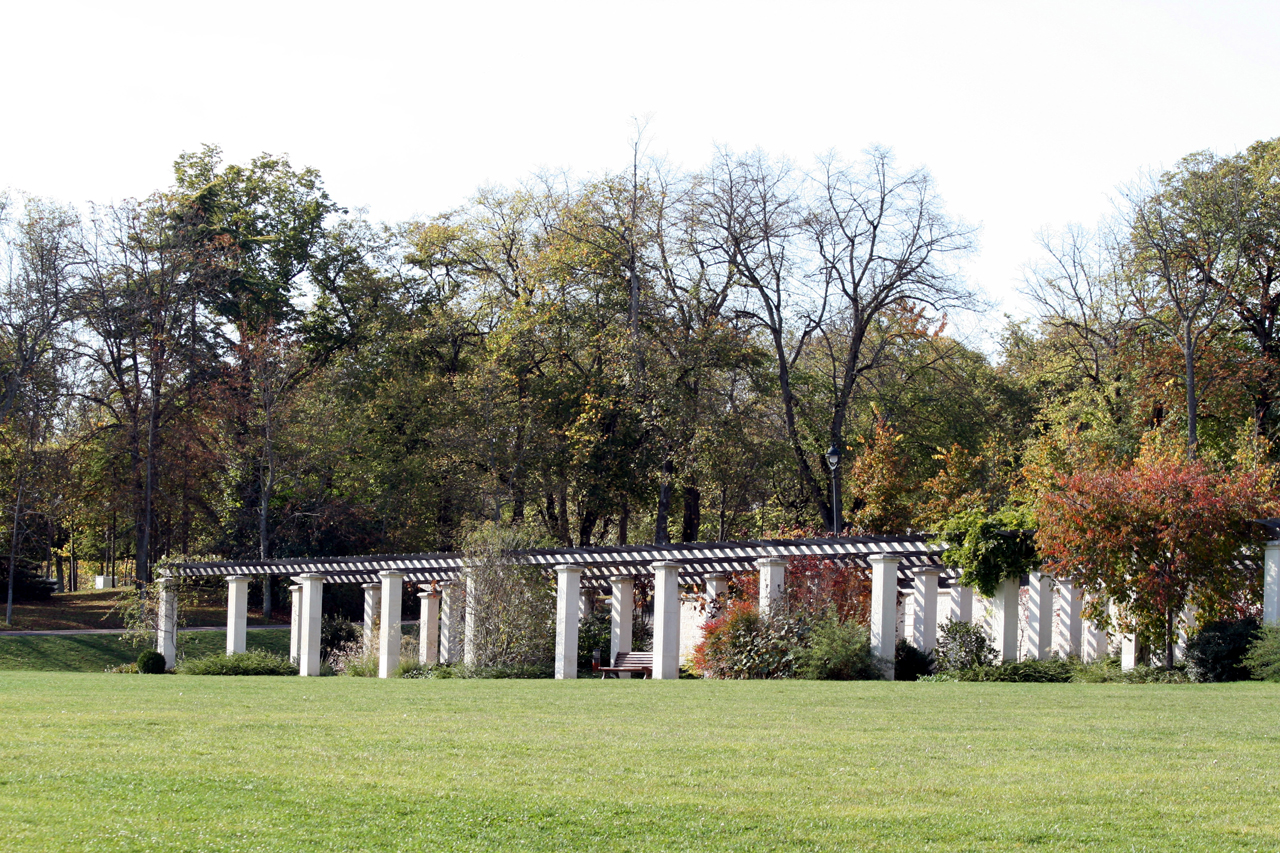
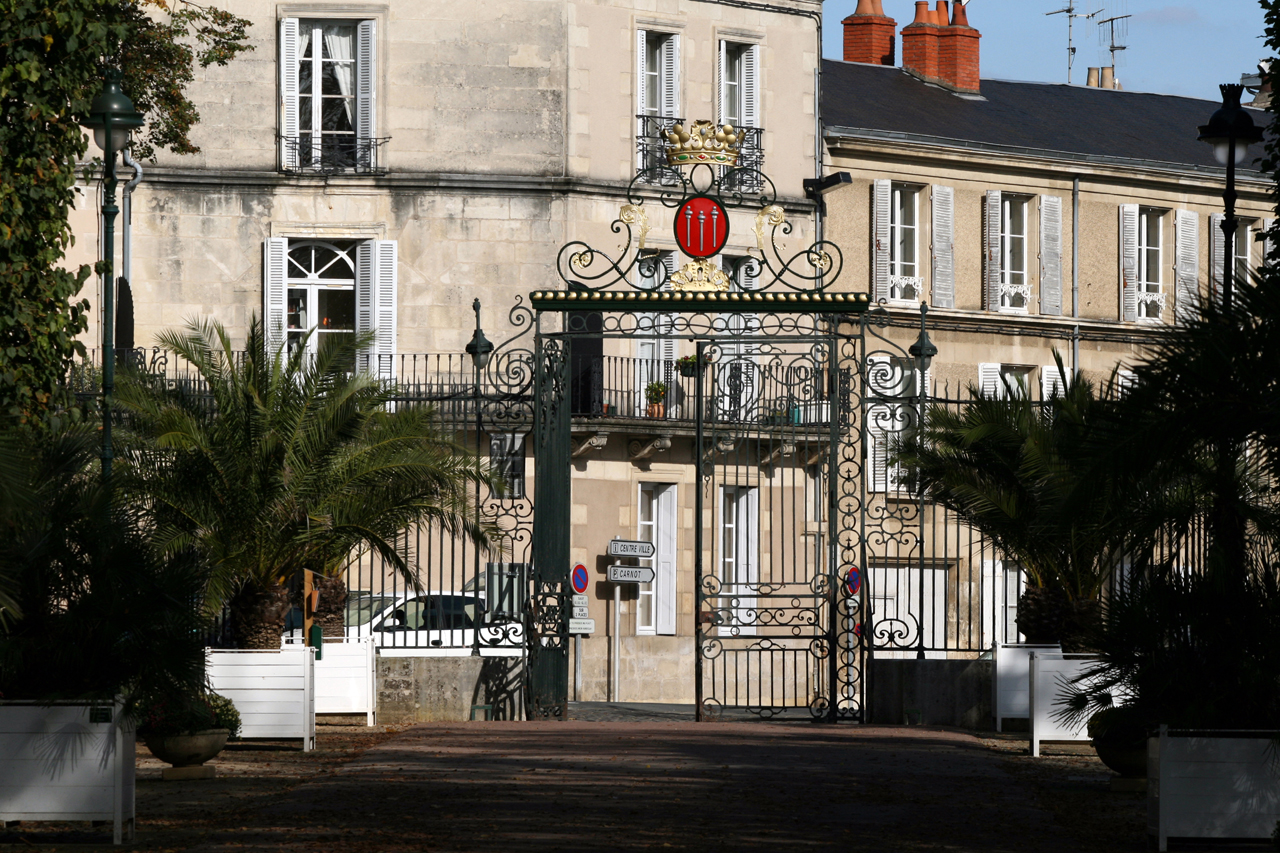
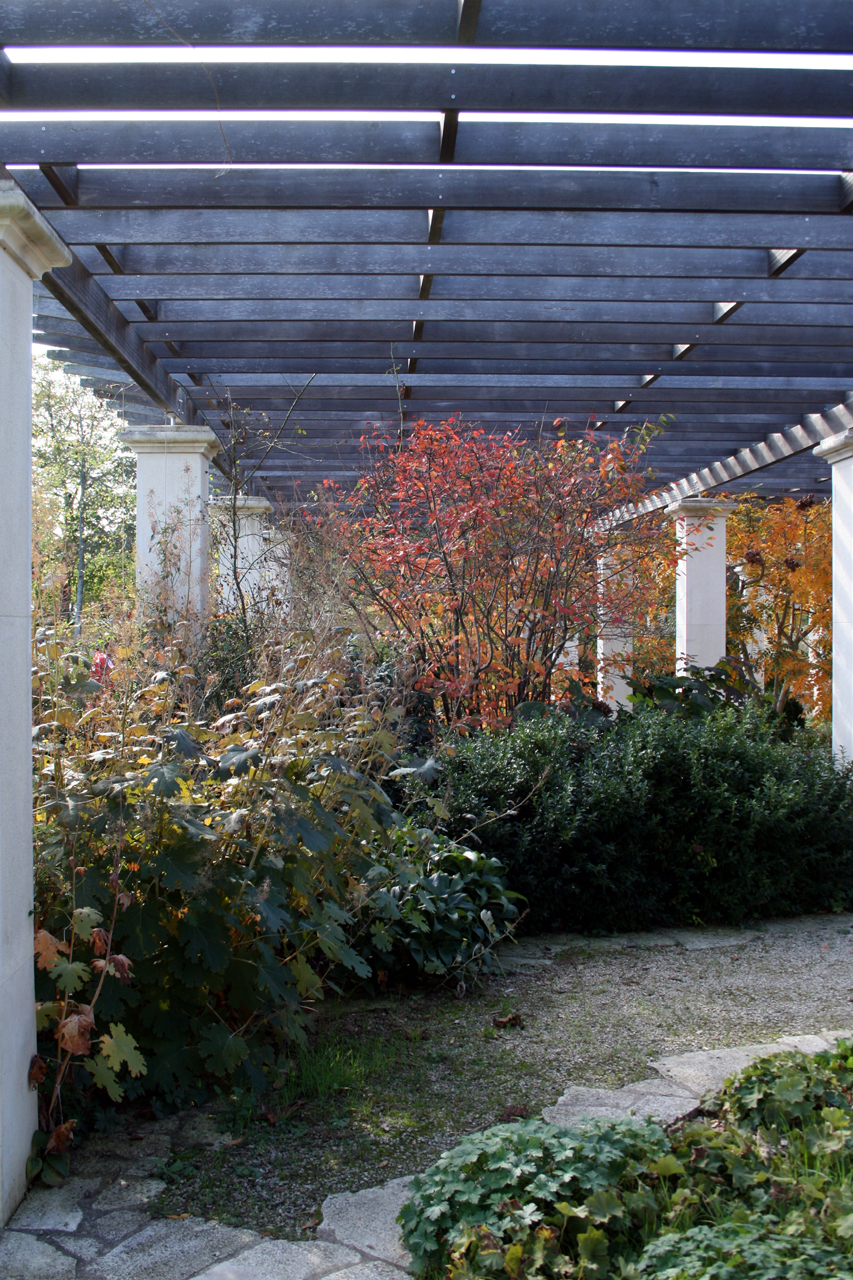
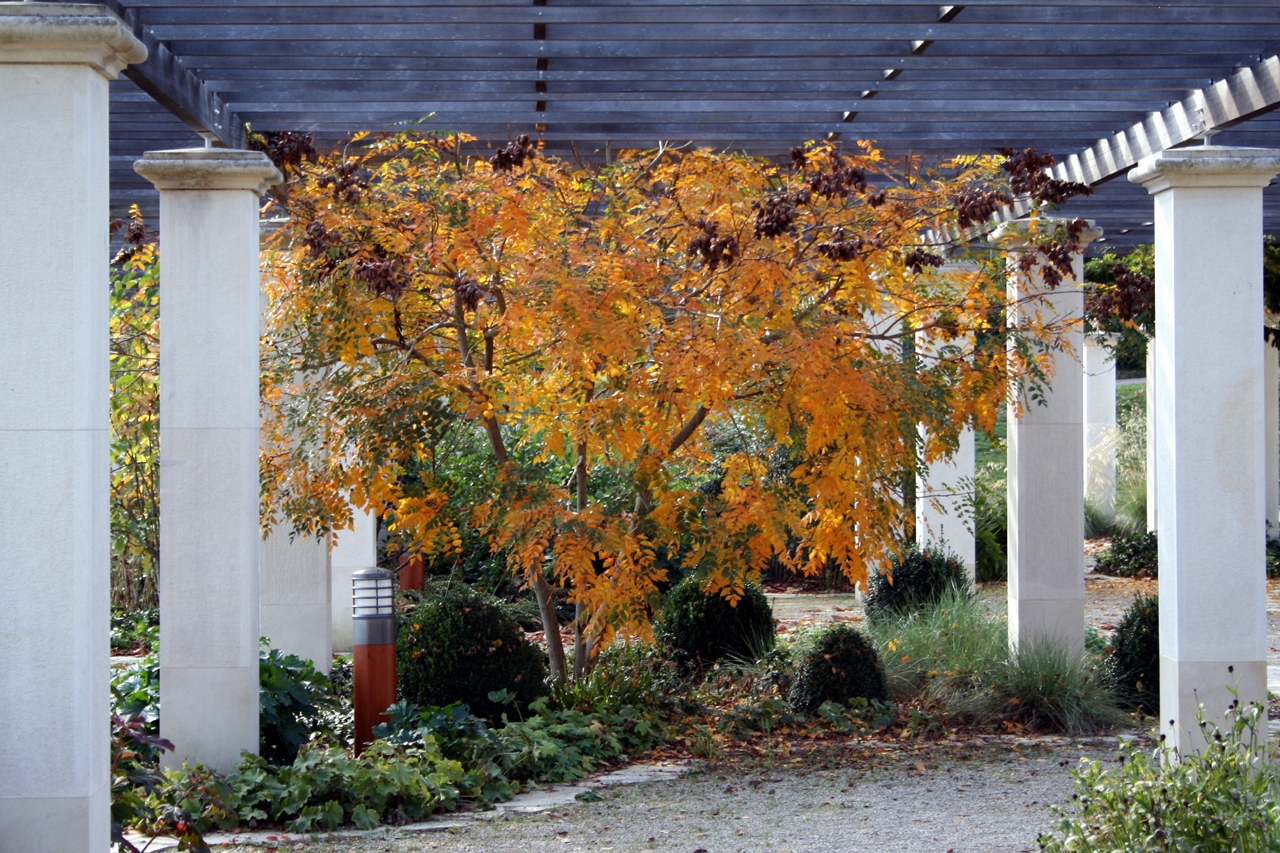
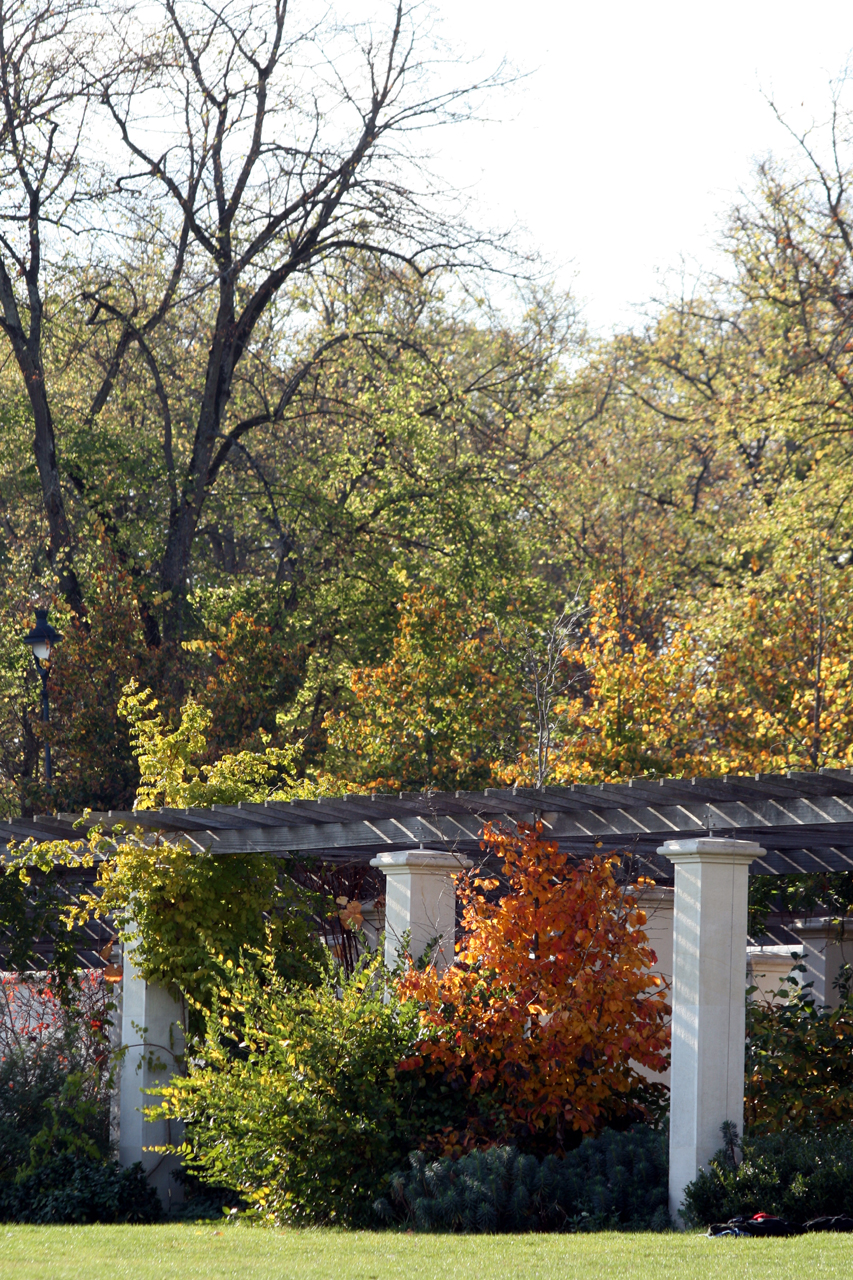
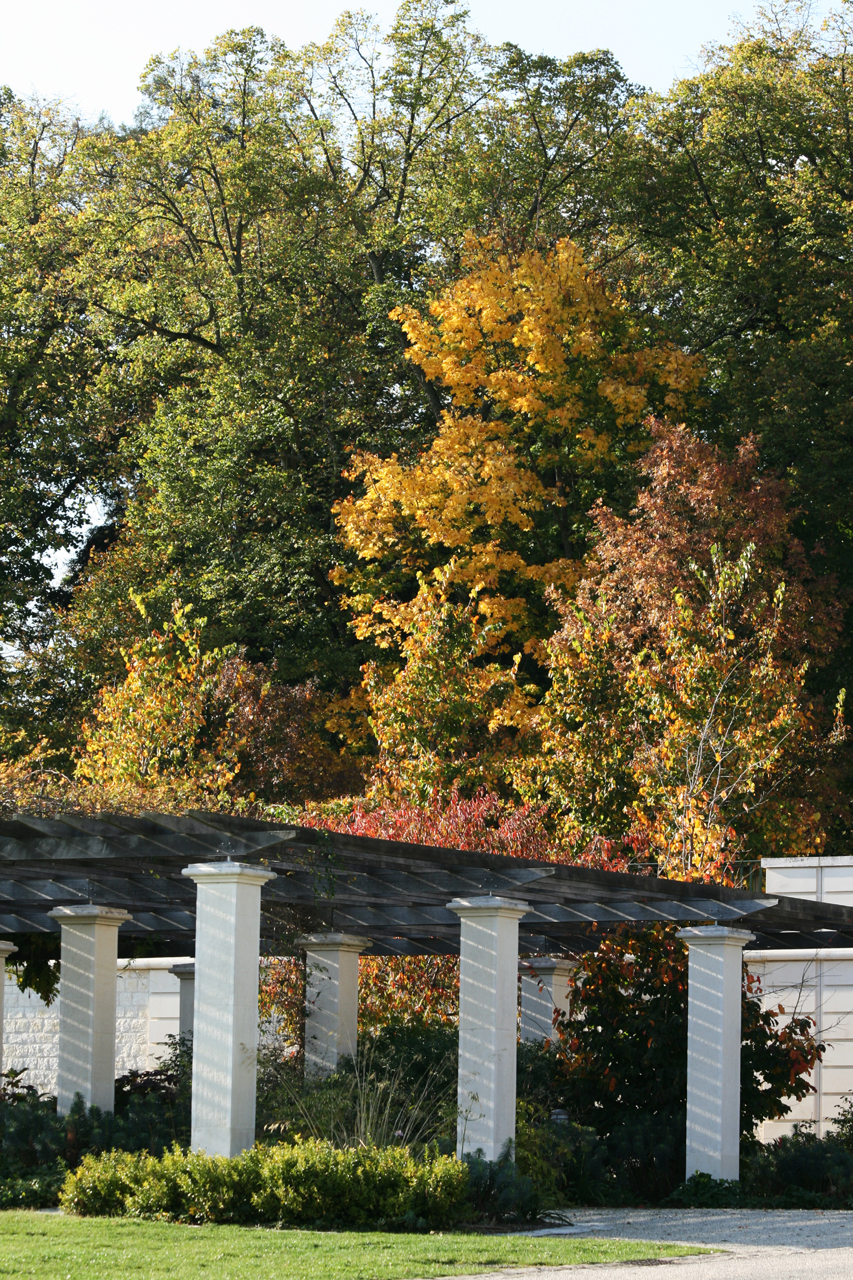
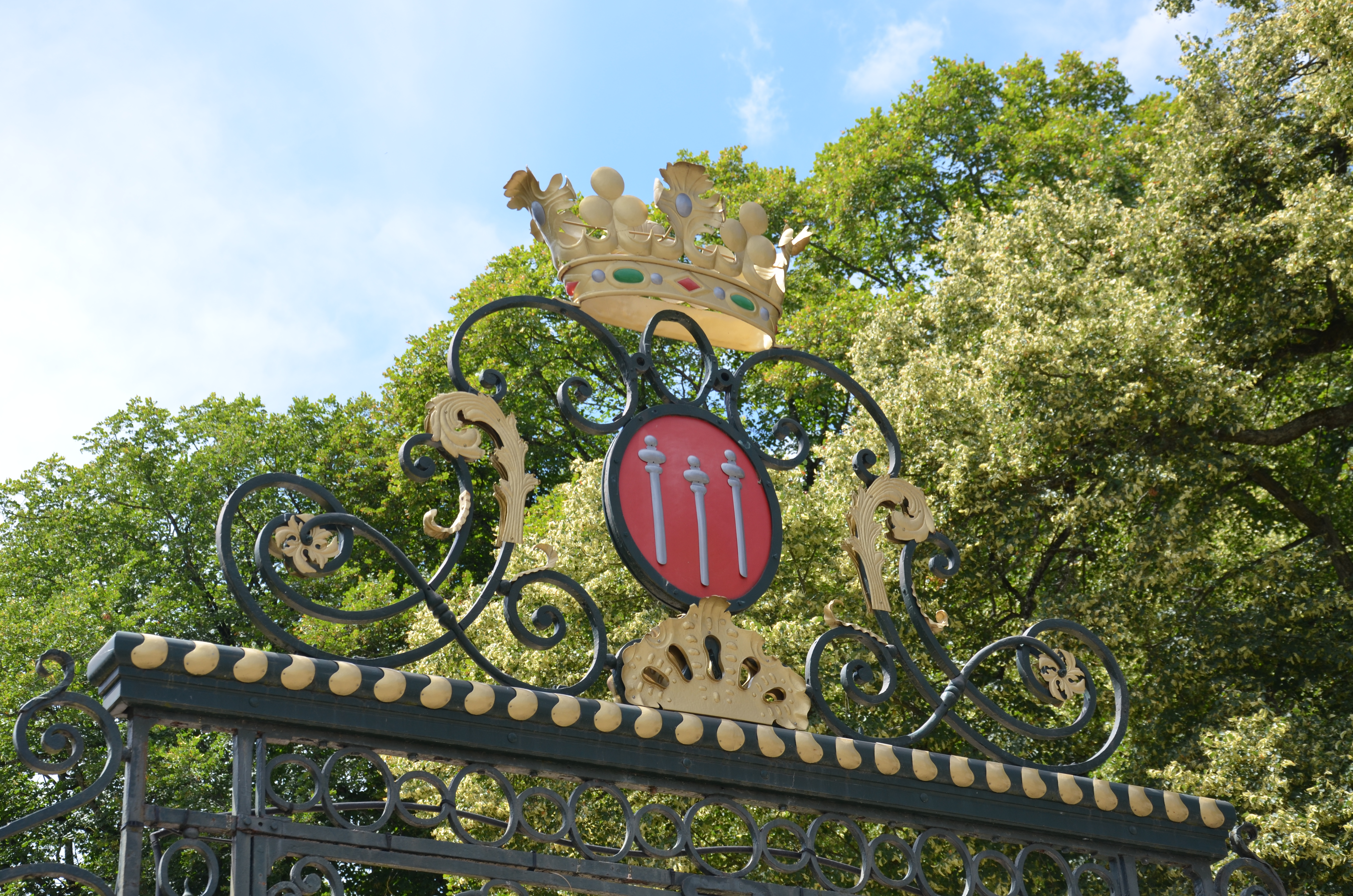
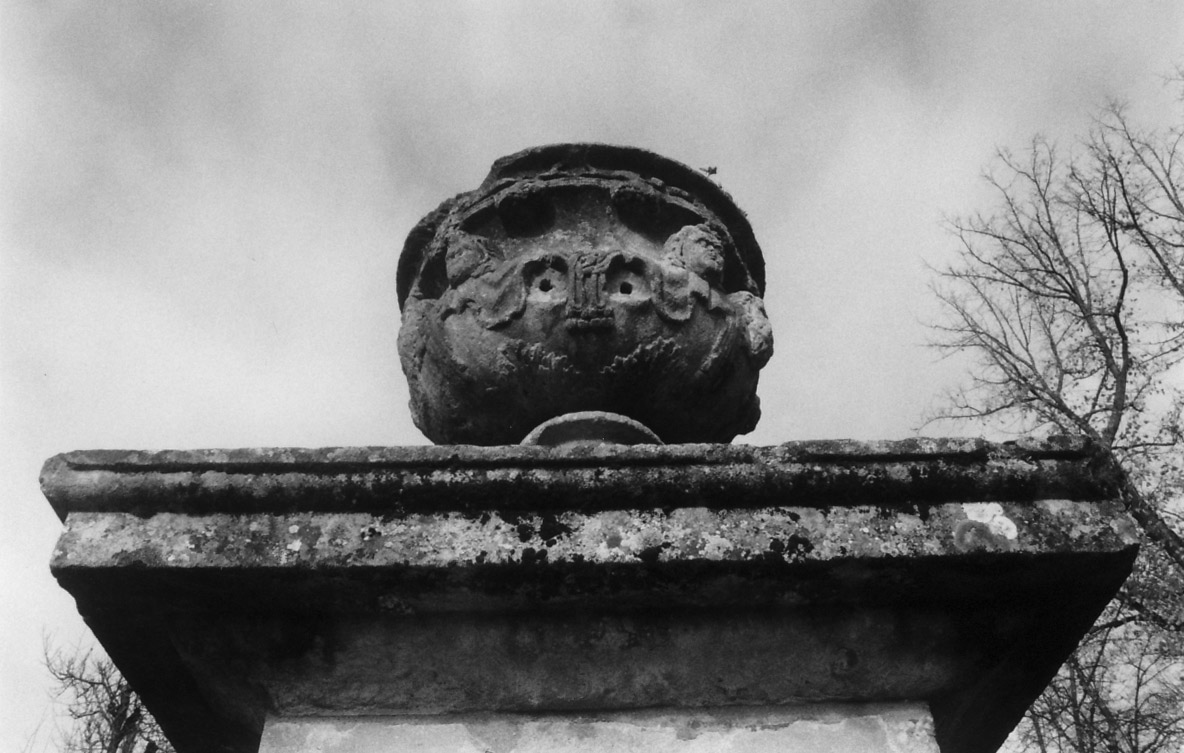
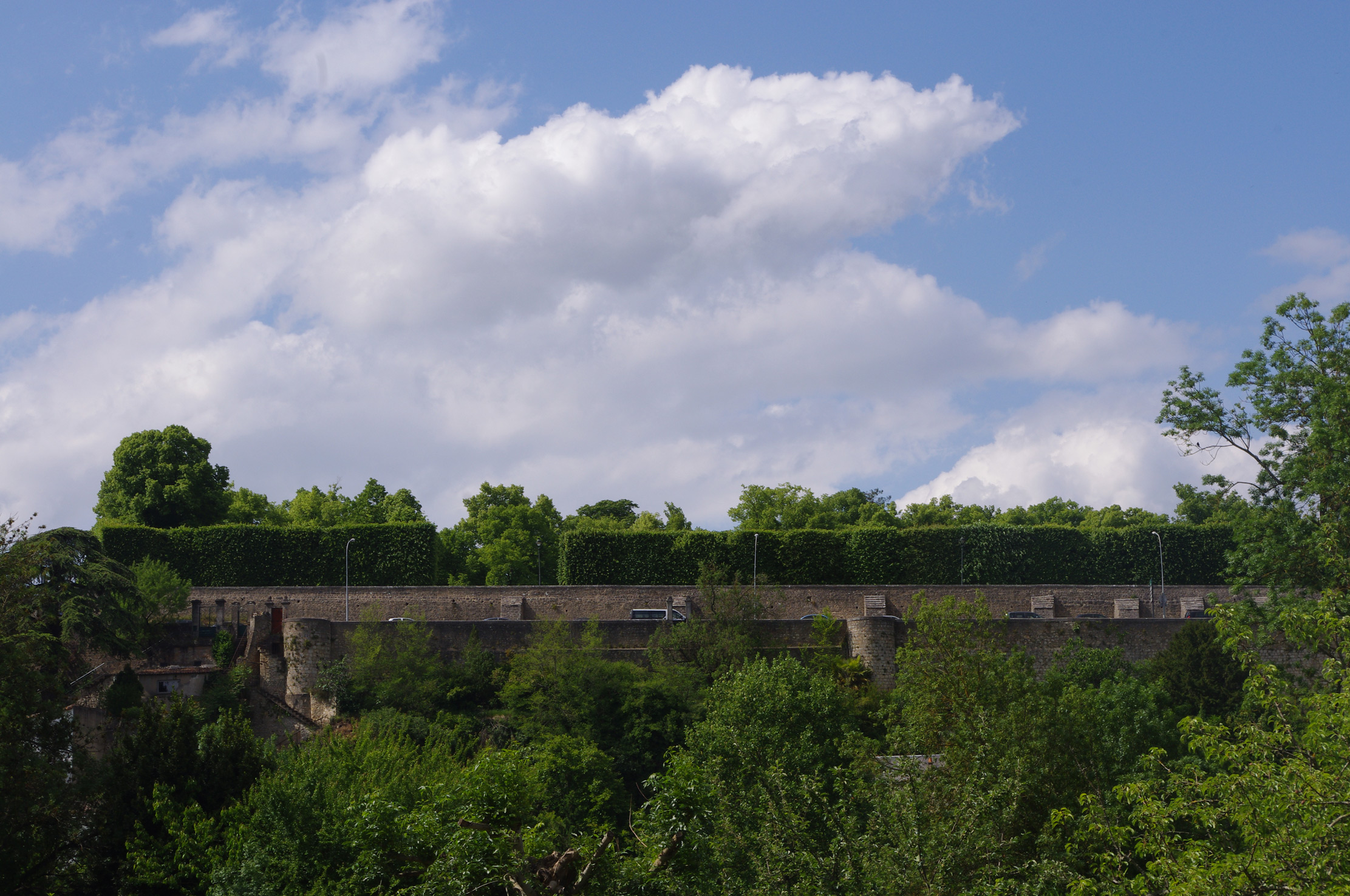